# Ebanisteria

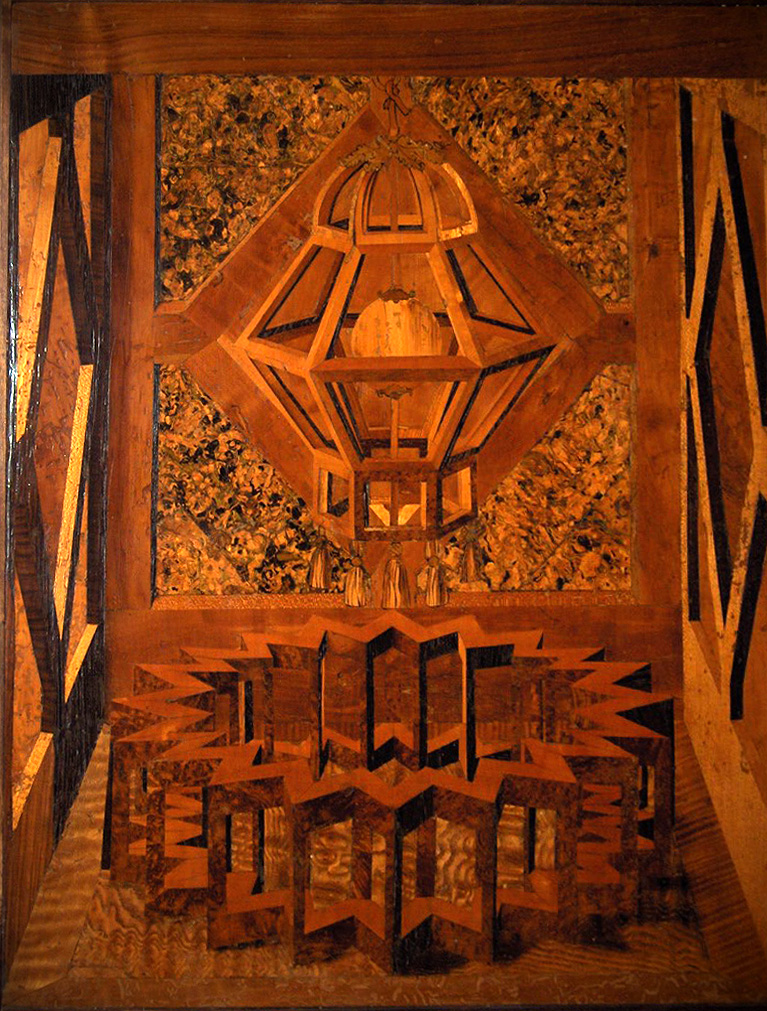
Figura geometrica (1537), fra Damiano da Bergamo - Basilica di San Domenico, Bologna

Per ebanisteria s'intende l'arte di progettare e produrre manufatti in legno come mobili, statue, quadri ed altri elementi d'arredo attraverso l'uso di tecniche di lavorazione artistica del legno, tra cui l'intarsio e l'intaglio. 
La composizione può contenere decorazioni, mosaici, sculture o disegni veri e propri, creati utilizzando varie essenze lignee più o meno pregiate, oltre ad altri materiali, ad esempio l'ottone o l'avorio.

## Storia
La figura dell'ebanista si delinea nel Rinascimento, quando i mobili, che fino ad allora avevano avuto una linea semplice ed essenziale, cominciano a seguire i dettami del nuovo stile e ad incorporare sculture in legno e pannelli intarsiati e impiallacciati. Per la realizzazione di questi manufatti è necessario che il falegname si trasformi in ebanista, ovvero che da artigiano diventi artista.
Nel corso dei secoli questa arte si è andata affinando, e con il barocco, ma soprattutto con il rococò, si giunse ad applicazioni di inserti in metallo e pietre dure. Questo rese i mobili vere opere d'arte tuttora ricercate dai collezionisti per la loro bellezza.
Fra i più grandi ebanisti si possono citare i francesi André-Charles Boulle, fondatore di una scuola che fece grande uso di altri materiali, quali la madreperla, l'ottone e la tartaruga, Antoine Gaudreau, Charles Cressent, Jean-Pierre Latz, Georges Jacob, Pierre Migeon IV, Mathieu Criaerd, Bernard Molitor, Jean-Françoise Oeben e Bernard II van Risenbergh, l'inglese Thomas Chippendale, il tedesco David Roentgen e gli italiani Luigi Prinotto, Pietro Piffetti e Gabriele Capello, attivi alla corte torinese dei Savoia, nonché Giuseppe Maggiolini operante nella Lombardia asburgica a cavallo tra il XVIII ed il XIX secolo.
Spesso le composizioni ebanistiche costituiscono il disegno principale di un mobile, come accadeva per le opere di Piffetti (forse il maggior ebanista italiano) e di Maggiolini, artigiano mobiliere ritenuto uno dei più grandi ebanisti neoclassici. Egli utilizzava 86 tipi di legni differenti, tra i quali mogano, ebano, acero, agrifoglio, ulivo, bosso, biancospino, ecc.; manteneva inoltre i colori naturali dei legni, ad eccezione di rare occasioni in cui si serviva di coloranti a base di silicati per ottenere colori che in natura non esistono, come blu e celeste.